# Dobroševac
Dobroshec en albanais et Dobroševac en serbe latin (en serbe cyrillique : Доброшевац) est une localité du Kosovo située dans la commune/municipalité de Gllogoc/Glogovac, district de Pristina (Kosovo) ou district de Kosovo (Serbie). Selon le recensement kosovar de 2011, elle compte 1 457 habitants.

## Histoire
Dans le village, la tour-résidence de Habib Xhemajl, construite au XIXe siècle, est mentionnée par l'Académie serbe des sciences et des arts et est inscrite sur la liste des monuments culturels du Kosovo.

## Démographie

### Évolution historique de la population dans la localité
| 1948 | 1953 | 1961 | 1971 | 1981  | 1991  | 2011  |
| ---- | ---- | ---- | ---- | ----- | ----- | ----- |
| 504  | 568  | 658  | 940  | 1 216 | 1 580 | 1 457 |

|  |

### Répartition de la population par nationalités (2011)
En 2011, les Albanais représentaient 99,86 % de la population.